# Buffalo Gap (Dakota del Sud)
Buffalo Gap è un comune (town) degli Stati Uniti d'America della contea di Custer nello Stato del Dakota del Sud. La popolazione era di 126 persone al censimento del 2010.

## Geografia fisica
Buffalo Gap è situata a 43°29′33″N 103°18′51″W (43.492562, -103.314267).
Secondo lo United States Census Bureau, ha un'area totale di 0,31 miglia quadrate (0,80 km²).

## Storia
La città di Buffalo Gap fu progettata nel 1885. La città prende il nome da un'apertura naturale nei pressi del sito della città.

## Società

### Evoluzione demografica
Secondo il censimento del 2010, c'erano 126 persone.

### Etnie e minoranze straniere
Secondo il censimento del 2010, la composizione etnica della città era formata dal 91,3% di bianchi, il 7,1% di nativi americani, lo 0,8% di altre razze, e lo 0,8% di due o più etnie. Ispanici o latinos di qualunque razza erano lo 0,8% della popolazione.